# Trinità d'Agultu e Vignola
Trinità o La Trinitai (topónimo cooficial en lengua galluresa), nombre completo Trinità d'Agultu e Vignola es un municipio situado en el territorio de la Provincia de Sácer, en Cerdeña (Italia).

## Demografía
| Gráfica de evolución demográfica de Trinità d'Agultu e Vignola entre 1861 y 2001 |
|                                                                                  |
| Fuente ISTAT - elaboración gráfica de Wikipedia                                  |